# Santa Maria dels Frares de la Champagne d'Illa
Santa Maria dels Frares de la Champagne d'Illa és la capella del convent dels Frares de la Champagne de la vila nord-catalana d'Illa, a la comuna del mateix nom, de la comarca del Rosselló.
Està situada en el centre de la vila d'Illa.